# واسیلیکی پاولیدو
واسیلیکی پاولیدو اخترفیزیکدان یونانی و دانشیار گروه فیزیک دانشگاه کرت است.  علایق تحقیقاتی او تا کنون بیشتر بر روی حوزه‌های کیهان‌شناسی ، فیزیک انرژی بالا و نجوم رادیویی متمرکز بوده است. 

## تحصیلات
پاولیدو مدرک لیسانس خود را در سال 1999 از دانشگاه ارسطو تسالونیکی دریافت نمود. او تحصیلات خود را در دانشگاه ایلینوی در اربانا-شمپین پی گرفت و در آنجا رسالهٔ دکترای خود را در زمینهٔ اخترفیزیک به پایان رسانید و عنوان دکترای خود را نیز در سال 2005 دریافت نمود. 

## تحقیقات
پاولیدو از سال 2005 تا 2008 در انستیتوی کیهان‌شناسی دانشگاه شیکاگو در پست دکترا مشغول به کار بود.  او از سال 2008 تا 2011 با استفاده از بورسیهٔ تحصیلی انیشتین در موسسه فناوری کالیفرنیا به تحصیل و تحقیق پرداخت.   سپس در سال 2010 به عنوان استادیار در دانشگاه کرت انتخاب شد؛ اما به دلیل بحران مالی در یونان، مدتی طول کشید تا انتصاب او واقعا اتفاق بیفتد. وی در سال‌های 2011-2012 به عنوان محقق مهمان در موسسه ماکس پلانک برای رادیو اخترشناسی فعالیت می‌کرد.  در سال 2012 نیز یک سمت پژوهشی را در دانشگاه کرتپذیرفت.  در سال 2013 او به عنوان استادیار در دانشگاه کرت آغاز به کار کرد و در سال 2018 به سمت دانشیار ارتقا یافت. 
پاولیدو از سال 2012 به عنوان رئیس هیئت مدیرهٔ موسسهٔ روبوپول مشغول به همکاری بوده است 